# 평택초등학교
평택초등학교는 대한민국 경기도 평택시에 있는 공립 초등학교이다.

## 연혁
- 1968년 12월 24일 평택서국민학교 설립 인가
- 1969년 3월 1일 평택서국민학교 개교
- 1969년 8월 20일 평택국민학교로 교명 변경
- 1969년 9월 28일 성동·중앙·평택 분산학급 통합운영
- 1971년 2월 8일 제1회 졸업식
- 1981년 3월 9일 병설유치원 개원
- 1994년 5월 31일 체육관 준공
- 1999년 11월 12일 경기도 평택교육청 지정 창의성 시범학교 운영 보고회
- 2001년 10월 11일 경기도교육청 지정 지율 시범학교 운영
- 2012년 3월 1일 창의경영학교(사교육 절감형) 운영 - 교육부 지정
- 2014년 9월 1일 제15대 채창기 교장 취임
- 2015년 2월 13일 제45회 졸업식(65명 졸업, 누계 11,099명)
- 2015년 3월 1일 혁신공감학교(경기도교육청 지정)
- 2015년 3월 2일 일반 12학급, 특수 1학급, 유치원 1학급 편성
- 2018년 3월 1일 일반 11학급, 특수 1학급, 유치원 1학급 편성
- 2018년 9월 1일 제 16대 장경수 교장선생님 취임